# Mourad Meghni
Mourad Meghni (Parigi, 16 aprile 1984) è un ex calciatore francese naturalizzato algerino, di ruolo centrocampista.

## Biografia
Meghni è nato a Parigi e cresciuto a Champs-sur-Marne. Suo padre è algerino (originario di Ouled Hedadj) mentre la madre è di origini portoghesi.

## Caratteristiche tecniche
Di ruolo trequartista, per via delle sue qualità tecniche (oltre alle comuni origini algerini) è stato paragonato a Zinédine Zidane, tanto da essere soprannominato le petit Zizou (in italiano "il piccolo Zidane"). Si distingueva per gli stop di petto dolce, doppi passi e dribbling e tunnel effettuati negli spazi stretti. Ha avuto comunque problemi per quanto concerne la continuità di rendimento.
Nel 2001 è stato inserito nella lista dei migliori talenti stilata da Don Balón.

## Carriera

### Calcio

#### Club

##### Gli esordi con il Bologna e il prestito al Sochaux
A quindici anni si è trasferito dalle giovanili del Clairefontaine a quelle del Cannes, per poi firmare un contratto quinquiennale in Italia al Bologna, dove ha militato dalla stagione 2000-01 alla stagione 2004-05. Vince lo scudetto Allievi col Bologna nel 2001, ed esordisce nella Serie A italiana il 12 gennaio 2003 in Bologna-Milan 0-2. Segna la sua prima rete tra i professionisti (oltre che con i felsinei) il 23 marzo 2003 in occasione della sconfitta per 5-1 contro Como. Dopo i primi due anni ai margini, nel terzo trova più spazio, realizzando 3 gol in 17 partite (di cui due nel vittorioso 3-1 contro la Roma del 25 settembre 2004); ciononostante i felsinei retrocedono in B a fine anno.
Trasferitosi per una stagione (quella 2005-06) in prestito nella formazione francese del Sochaux, dopo un anno deludente è tornato al Bologna per disputare la stagione 2006-07 in Serie B.

##### L'approdo alla Lazio
Nella sua militanza in prima squadra nel Bologna, nella stagione 2007-2008 è stato acquistato in comproprietà dalla Lazio che ha versato nelle casse rossoblu 1750000 €.
Le prestazioni del centrocampista con la maglia biancoceleste non sono sempre positive, ma Delio Rossi gli dà comunque spazio. Nella sua prima stagione laziale, il franco-algerino è stato impiegato in 19 occasioni di cui solo 7 dal primo minuto. In Champions League ha al suo attivo 4 presenze, mentre in Coppa Italia solamente una. La prima partita da titolare arriva, a causa delle molte assenze che hanno colpito la Lazio, al Weserstadion nella partita di Champions League contro il Werder Brema, ma la sua prestazione risultata essere a dir poco opaca. La sua miglior prestazione dell'annata è stata invece nella partita di ritorno allo Stadio Olimpico, quando risulta essere decisivo: prima guadagna il rigore trasformato da Tommaso Rocchi e poi fornisce allo stesso l'assist per il goal della vittoria biancazzurra.
Il 25 giugno 2008 Bologna e Lazio avevano rinnovato la comproprietà del calciatore francese per vestire la maglia capitolina anche per la stagione 2008-2009, ma il 18 luglio, durante l'acquisto da parte del Bologna di Gaby Mudingayi, la società biancoceleste ha inserito la seconda metà del cartellino di Meghni nella trattativa, e perciò il trequartista franco-algerino diventa in tutto e per tutto di proprietà della Lazio.
Nella stagione 2008/2009 Meghni mette a segno il primo gol ufficiale con la maglia biancoceleste nel terzo turno di Coppa Italia contro il Benevento, ma risulta ancora una volta difficile nell'inserimento, specialmente fisico, anche se tutti i problemi sembrano superati a metà dicembre, a ridosso della pausa natalizia, quando dà vita ad uno degli scorci di stagione migliori della sua carriera: prima risulta decisivo nel 3-3 raggiunto in rimonta a Udine, nel quale entra al 1º della ripresa, insieme a Goran Pandev, fornendo una prestazione positiva; è poi determinante nella gara successiva, all'Olimpico contro il Palermo (1-0), fornendo a Tommaso Rocchi l'assist decisivo per la rete-vittoria, con un cross di esterno.
L'annata 2009-2010 comincia bene: segna il suo primo gol "europeo" con la maglia della Lazio nella nuova competizione continentale dell'Europa League, in casa del Levski Sofia, con un tiro al volo. La gara si concluderà 4-0 in favore delle Aquile.
Il 10 giugno 2011, dopo una stagione ai margini a causa di problemi fisici, rescinde il contratto che lo legava al club romano.

##### L'arrivo in Qatar
Il 12 giugno 2011 viene ufficializzato il suo passaggio alla squadra qatariota dell'Umm Salal.
Il 2 aprile 2012 l'ex calciatore di Bologna e Lazio passa ufficialmente, con la formula del prestito, all'Al-Kohr.
Nell'estate 2012, dopo essere rientrato all'Umm-Salal dal prestito con l'Al-Kohr, Meghni si trasferisce al Lekhwiya, dove rimane per una sola stagione.

#### Constantine e ritiro
All'inizio del 2015, dopo quasi tre anni di pausa,  viene ingaggiato dallo Champs Futsal, società francese di calcio a 5 del comune di Champs-sur-Marne, a pochi chilometri da Parigi. La parentesi nel calcio a 5 è però breve: nello stesso anno Meghni torna nel mondo del calcio professionistico vestendo la maglia del Constantine, club algerino di Ligue 1. Il 20 agosto 2016 realizza la prima doppietta in carriera nel match casalingo contro il Sétif, terminato 2-2. Il 31 luglio 2017, non avendo rinnovato il contratto, risulta svincolato, lasciando il Constantine dopo 19 presenze e 6 gol.

#### Nazionale
Pur avendo giocato per le divisioni giovanili della Francia, con cui ha conquistato il Campionato mondiale di calcio Under-17 2001, Meghni ha scelto la nazionalità algerina.
Ha fatto il suo esordio con la maglia delle Volpi del Deserto il 12 agosto 2009, nell'amichevole con l'Uruguay. Gioca quattro partite delle qualificazioni ai Mondiali degli algerini, contribuendo alla qualificazione dei nordafricani. Ha partecipato alla Coppa delle nazioni africane 2010 chiusa al quarto posto, ma è stato poi escluso dalle convocazioni per i Mondiali del Sudafrica a causa di un infortunio.

## Statistiche

### Presenze e reti nei club
Statistiche aggiornate al 7 giugno 2017.
| Stagione           | Squadra            | Campionato         | Campionato | Campionato | Coppe nazionali | Coppe nazionali | Coppe nazionali | Coppe europee | Coppe europee | Coppe europee | Altre coppe | Altre coppe | Altre coppe | Totale | Totale |
| Stagione           | Squadra            | Comp               | Pres       | Reti       | Comp            | Pres            | Reti            | Comp          | Pres          | Reti          | Comp        | Pres        | Reti        | Pres   | Reti   |
| ------------------ | ------------------ | ------------------ | ---------- | ---------- | --------------- | --------------- | --------------- | ------------- | ------------- | ------------- | ----------- | ----------- | ----------- | ------ | ------ |
| 2002-2003          | Bologna            | A                  | 8          | 2          |                 | -               | -               | Int           | 3             | 0             |             | -           | -           | 11     | 2      |
| 2003-2004          | Bologna            | A                  | 12         | 0          | CI              | 2               | 0               |               | -             | -             |             | -           | -           | 14     | 0      |
| 2004-2005          | Bologna            | A                  | 17         | 3          | CI              | 1               | 0               |               | -             | -             |             | -           | -           | 18     | 3      |
| 2005-2006          | Sochaux            | L1                 | 16         | 0          | CF+CdL          | 1+1             | 0+0             |               | -             | -             |             | -           | -           | 18     | 0      |
| 2006-2007          | Bologna            | B                  | 35         | 2          |                 | -               | -               |               | -             | -             |             | -           | -           | 35     | 2      |
| Totale Bologna     | Totale Bologna     | Totale Bologna     | 72         | 7          |                 | 3               | 0               |               | 3             | 0             |             |             |             | 78     | 7      |
| 2007-2008          | Lazio              | A                  | 19         | 0          | CI              | 1               | 0               | UCL           | 4             | 0             |             | -           | -           | 24     | 0      |
| 2008-2009          | Lazio              | A                  | 22         | 0          | CI              | 3               | 1               |               | -             | -             |             | -           | -           | 25     | 1      |
| 2009-2010          | Lazio              | A                  | 7          | 0          | CI              | 0               | 0               | EUL           | 4             | 1             | SI          | 0           | 0           | 11     | 1      |
| 2010-2011          | Lazio              | A                  | 0          | 0          | CI              | 0               | 0               |               | -             | -             |             | -           | -           | 0      | 0      |
| Totale Lazio       | Totale Lazio       | Totale Lazio       | 48         | 0          |                 | 4               | 1               |               | 8             | 1             |             | 0           | 0           | 60     | 2      |
| 2011-apr.2012      | Umm Salal          | QL                 | 4          | 0          | SJC             | 4               | 1               |               | -             | -             |             | -           | -           | 8      | 1      |
| apr.2012-giu.2012  | Al-Khor            | QL                 | 2          | 0          | SJC             | -               | -               |               | -             | -             |             | -           | -           | 2      | 0      |
| 2012-2013          | Lekhwiya           | QL                 | 4          | 0          | SJC             | -               | -               |               | -             | -             |             | -           | -           | 4      | 0      |
| 2015-2016          | CS Constantine     | L1                 | 11         | 1          | CA              | -               | -               |               | -             | -             |             | -           | -           | 11     | 1      |
| 2016-2017          | CS Constantine     | L1                 | 8          | 5          | -               | -               | -               |               | -             | -             |             | -           | -           | 8      | 5      |
| Totale Constantine | Totale Constantine | Totale Constantine | 19         | 6          |                 | -               | -               |               | -             | -             |             | -           | -           | 19     | 6      |
| Totale carriera    | Totale carriera    | Totale carriera    | 165        | 13         |                 | 13              | 2               |               | 11            | 1             |             | 0           | 0           | 189    | 16     |

### Cronologia presenze e reti in nazionale
| Cronologia completa delle presenze e delle reti in nazionale ― Algeria | Cronologia completa delle presenze e delle reti in nazionale ― Algeria | Cronologia completa delle presenze e delle reti in nazionale ― Algeria | Cronologia completa delle presenze e delle reti in nazionale ― Algeria | Cronologia completa delle presenze e delle reti in nazionale ― Algeria | Cronologia completa delle presenze e delle reti in nazionale ― Algeria | Cronologia completa delle presenze e delle reti in nazionale ― Algeria | Cronologia completa delle presenze e delle reti in nazionale ― Algeria |
| Data                                                                   | Città                                                                  | In casa                                                                | Risultato                                                              | Ospiti                                                                 | Competizione                                                           | Reti                                                                   | Note                                                                   |
| ---------------------------------------------------------------------- | ---------------------------------------------------------------------- | ---------------------------------------------------------------------- | ---------------------------------------------------------------------- | ---------------------------------------------------------------------- | ---------------------------------------------------------------------- | ---------------------------------------------------------------------- | ---------------------------------------------------------------------- |
| 12-8-2009                                                              | Algeri                                                                 | Algeria                                                                | 1 – 0                                                                  | Uruguay                                                                | Amichevole                                                             | -                                                                      | 61’                                                                    |
| 6-9-2009                                                               | Blida                                                                  | Algeria                                                                | 1 – 0                                                                  | Zambia                                                                 | Qual. Mondiali 2010                                                    | -                                                                      | 46’                                                                    |
| 11-10-2009                                                             | Blida                                                                  | Algeria                                                                | 3 – 1                                                                  | Ruanda                                                                 | Qual. Mondiali 2010                                                    | -                                                                      | 52’                                                                    |
| 14-11-2009                                                             | Il Cairo                                                               | Egitto                                                                 | 2 – 0                                                                  | Algeria                                                                | Qual. Mondiali 2010                                                    | -                                                                      |                                                                        |
| 18-11-2009                                                             | Omdurman                                                               | Algeria                                                                | 1 – 0                                                                  | Egitto                                                                 | Qual. Mondiali 2010                                                    | -                                                                      | 57’                                                                    |
| 18-1-2010                                                              | Luanda                                                                 | Angola                                                                 | 0 – 0                                                                  | Algeria                                                                | Coppa d'Africa 2010 - 1º turno                                         | -                                                                      | 67’                                                                    |
| 24-1-2010                                                              | Cabinda                                                                | Costa d'Avorio                                                         | 2 – 3 dts                                                              | Algeria                                                                | Coppa d'Africa 2010 - Quarti di finale                                 | -                                                                      | 91’                                                                    |
| 28-1-2010                                                              | Benguela                                                               | Algeria                                                                | 0 – 4                                                                  | Egitto                                                                 | Coppa d'Africa 2010 - Semifinale                                       | -                                                                      | 67’                                                                    |
| 30-1-2010                                                              | Benguela                                                               | Nigeria                                                                | 1 – 0                                                                  | Algeria                                                                | Coppa d'Africa 2010 - Finale 3º posto                                  | -                                                                      | 59’                                                                    |
| Totale                                                                 |                                                                        | Presenze                                                               | 9                                                                      |                                                                        | Reti                                                                   | 0                                                                      |                                                                        |

## Curiosità
Nell'ottobre del 2010 il Ministro della Pubblica Istruzione dell'Algeria ha deciso di inserire una breve biografia del centrocampista franco-algerino all'interno del piano di studi dei giovani frequentanti la scuola media.

## Palmarès

### Calcio

#### Club

##### Competizioni giovanili
- Campionato Allievi Nazionali: 1

Bologna: 2000-2001

##### Competizioni nazionali
- Coppa Italia: 1

Lazio: 2008-2009
- Supercoppa italiana: 1

Lazio: 2009

#### Nazionale
- Campionato mondiale Under-17: 1

Francia: 2001